# Орган (право)
Вижте пояснителната страница за други значения на Орган.
Органът е такава част от организация, която е носител на власт.
Органът има определени правомощия, които се осъществяват от един човек или от колектив от хора.
Държавата (по българското право) не е юридическо лице, но органите ѝ са. Обратно, частноправното юридическо лице има свои органи.
Органът може да се подпомага от администрация, като заедно формират държавно учреждение (ведомство) или структурна единица.
Част от юристите застъпват противното становище: че решенията на органите на юридическите лица на частното право са сделки, следователно тези органи не са носители на власт.